# Государственный музей нового западного искусства
Музей нового западного искусства (также ГМНЗИ; 1923 — 6 марта 1948 года) возник в Москве в результате объединения 1-го и 2-го Музеев новой западной живописи. Основу музея составили знаменитые коллекции картин купцов Сергея Щукина и Ивана Морозова.

## История

### Основание
Первый Музей новой западной живописи создан на основе коллекции Сергея Щукина и был открыт в ноябре 1918 года в бывшем доме коллекционера (Большой Знаменский переулок, № 8). Его собрания составляли произведения западноевропейской, преимущественно французской, живописи и скульптуры начиная с 1860-х годов, куда входили Эдуард Мане, Огюст Ренуар, Эдгар Дега, Клод Моне, Винсент Ван Гог, Поль Гоген, Камиль Писарро, Анри де Тулуз-Лотрек, Поль Сезанн, Анри Матисс, Пабло Пикассо, Огюст Роден.
Второй Музей новой западной живописи создан на основе коллекции Ивана Морозова и был открыт 1 мая 1919 года в здании его городской усадьбы (улица Пречистенка, 21).

Ни один из музеев, ни одна из частных галерей, кроме, может быть, Музея-института Барнса в Филадельфии, не дает столь разнообразной и богатой картины развития французской живописи за последние 50 лет. Значение музея не только в полноте его коллекций, но и в необычайно высоком их уровне; большинство ведущих мастеров XIX и XX столетий, как Моне, Ренуар, Гоген, Сезанн, Ван Гог, Матисс, Пикассо, Дерен и другие, представлены в музее первоклассными, порою даже центральными в их творчестве работами; отсюда та яркость, та концентрированность впечатлений, которая охватывает посетителя и держит его в неослабевающем художественно-эстетическом напряжении.— Борис Терновец (1933)
В 1923 Первый и второй музеи новой западной живописи были объединены, получив общее название Музей нового западного искусства, который в 1925 стал филиалом Музея изящных искусств. В 1928 все фонды музея были сосредоточены в одном здании на улице Пречистенке, 21. С этого времени до своей смерти в 1941 году бессменным руководителем музея был Борис Терновец.
Вокруг ГМНЗИ сложилась уникальная ситуация: он стал одним из первых музеев современного искусства в мире, появившись на пять лет раньше Нью-Йоркского музея современного искусства (МоМА). Это стало возможным благодаря тому, что Морозов и Щукин проявили интерес и по достоинству оценили работы Сезанна, Ван Гога, Гогена, Матисса и раннего Пикассо раньше, чем это сделали музеи других стран.
- Ранее собрание Сергея Щукина
- «Дама в саду Сент-Адресс», Клод Моне, передана в Эрмитаж из ГМНЗИ в 1930
- «Пьеро и Арлекин», Поль Сезанн, ГМИИ
- «А, ты ревнуешь?», Поль Гоген, ГМИИ
- «Голубые танцовщицы», Эдгар Дега, ГМИИ

### Кризисное время
На заре своего существования ГМНЗИ получал высокую оценку и поддержку власти, связанную с общим революционном подъёмом, когда приветствовался эксперимент и новаторство во всех сферах общественной жизни, в том числе и в искусстве. В 1930-е годы происходит резкая смена политики в отношении искусства и музейного дела. Новая официальная позиция власти была сформулирована в 1930 году на Первом всероссийском музейном съезде, затронула все музеи и поставила под угрозу факт существования ГМНЗИ, из-за чего концепция музея претерпела существенные изменения.
В 1932 году на страницах журнала «Советский музей» директор музея Борис Терновец представил иную программу, соответствующую новому этапу советской истории: «Москва… цитадель мировой революции, столица мирового пролетариата. В её стенах должен находиться музей, где в противоположность мощному строительству, грандиозным успехам социалистического государства, должны быть показаны упадок, кризис, разложение, безысходные тупики буржуазного общества». Однако это не спасло музей от ликвидации.
В 1933 году американец Стивен Кларк приобрёл «Мадам Сезанн в оранжерее» Сезанна и «Ночное кафе» Ван Гога из коллекции Морозова, а также Ренуара и Дега. Сделка, принёсшая СССР 260 тысяч долларов, была заключена до официального установления дипломатических отношений с США во избежание исков бывших владельцев и их наследников. Остальную часть коллекции в ходе распродаж художественных ценностей спасло то, что цены на импрессионистов во время Великой депрессии были на Западе невелики.
В январе 1936 года в газете «Правда» была опубликована статья «Сумбур вместо музыки». В ней подвергся критике композитор Дмитрий Шостакович, что стало началом борьбы с формализмом в искусстве. В изобразительном искусстве в число формалистских направлений зачислили импрессионизм, и существование ГМНЗИ оказалось под вопросом. Великая Отечественная война отсрочила ликвидацию музея. Экспонаты эвакуировали в Свердловск, а когда в 1944 году картины вернулись обратно, их даже не стали распаковывать.
- Ранее собрание Ивана Морозова
- Огюст Ренуар. «Девушка с веером».  Государственный Эрмитаж. Передана в 1930 году из ГМНЗИ
- Клод Моне, «Бульвар Капуцинок в Париже»,  ГМИИ
- Поль Гоген, «Сбор плодов», Эрмитаж
- Винсент Ван Гог. «Ночное кафе», Художественная галерея Йельского университета

### Ликвидация
Кампания против «космополитизма» и «низкопоклонства перед Западом» поставила точку в истории музея: главный «рассадник формалистических взглядов», Музей нового западного искусства, решено было ликвидировать в соответствии с постановлением Совета министров СССР № 672 "О ликвидации Государственного Музея Нового Западного Искусства" от 6 марта 1948 года за подписью председателя Совета министров СССР И. В. Сталина и управляющего делами Совета министров Союза ССР Я. Чадаева. Экспонаты музея были распределены между Пушкинским музеем и Эрмитажем.
Наталья Семёнова, историк искусства и биограф Сергея Щукина, пишет: «В 1930—1931 годах в качестве первой „порции“ нового искусства Эрмитаж получил 79 картин. Вторая досталась ему совершенно случайно: из ГМНЗИ отобрали для продажи более семидесяти картин, но покупателей не нашли. Никого не волновало, что картины выдавались из Москвы: чтобы не заморачиваться с упаковкой, импрессионистов с постимпрессионистами отправили из Германии вместе со старой живописью прямиком в Ленинград. Ну, и в третий раз Эрмитаж получил лучшую и большую часть шедевров ГМНЗИ исключительно из-за нерешительности московских кураторов, испугавшихся оставить формалистические шедевры Пикассо и Матисса в столице, у самых стен Кремля».

### Руководство
- 1919-1937 - Борис Николаевич Терновец

## Идея воссоздания
Бывший директор Пушкинского музея Ирина Антонова представила проект воссоздания ГМНЗИ в Москве и предложила использовать для него здание усадьбы Голицыных, принадлежащее ГМИИ.
Воссоздание музея предполагало возвращение в Москву части коллекции ГМНЗИ, переданной Эрмитажу. Директор Эрмитажа Михаил Пиотровский выступил с резкой критикой этого проекта. Жители Петербурга поддержали Пиотровского и организовали сбор подписей против передачи части эрмитажной коллекции в Москву.
В апреле 2013 года по итогам «прямой линии» Владимир Путин передал Правительству предложение рассмотреть вопрос о целесообразности воссоздания музея Москве. Через несколько месяцев Антонова ввиду преклонных лет уступила директорское кресло Марине Лошак, которая уже не лоббировала идею возврата из Эрмитажа части коллекции.

Это не частный музей И. А. Антоновой или М. Б. Пиотровского — это должен быть филиал двух государственных музеев, Эрмитажа и ГМИИ. Последнее соображение позволяет не только не нарушать действие закона о неделимости музейных коллекций, но и сохранить финансовый контроль над оборотом известных произведений, ведь не секрет, что шедевры позволяют музею-оператору зарабатывать не только привлекая туристов, но и перемещаясь по миру, когда их сдают в аренду на другие выставки.— Юрий Аввакумов
В мае 2013 года министр культуры РФ Владимир Мединский сообщил, что коллекцию не передадут, однако будет создан виртуальный музей. В апреле 2014 года Мединский анонсировал открытие музея в ноябре того же года. Но официально он стал функционировать в 2017 году